# William O. Steele
William O. Steele (Franklin, 22 dicembre 1917 – Signal Mountain, 25 giugno 1979) è stato uno scrittore statunitense.

## Biografia
Era sposato ad un'altra scrittrice, Mary Quintard Govan.
Nacque nel Tennessee, figlio di Core e Sue Steele; passò la gran parte della sua giovinezza esplorando i boschi nei dintorni della sua casa. Questo lo portò ad interessarsi alla storia di questa regione e dei suoi pionieri.
La sua opera si articola in trentanove libri: compose i suoi romanzi storici nella sua residenza di Signal Mountain che utilizzò anche come ambientazione per numerosi romanzi. Vinse il Newbery Honor con "The perilous Road", pubblicato  nel 1958.
Alcuni dei testi più noti sono "The Spooky Thing", "The Buffalo Knife", "Flaming Arrows" e "Winter Danger".